# تسو
امپراتور تسو (کره ای: 해대소; هانجا ۱۹قبل از میلاد تا ۲۲ بعد از میلاد)، سومین و آخرین فرمانروای پادشاهی کره باستان بویو شرقی بود.

## اوایل زندگی
تسو اولین پسر پادشاه گوموا و نوه بنیان‌گذار دانگ بویو، هائه بورو بود. او به عنوان پسر ارشد گوموا به عنوان ولیعهد دانگ بویو منصوب شد.
مهارت استثنایی جومونگ در تیراندازی با کمان باعث حسادت تسو و یونگ پو شد. جومونگ می‌دانست که ادامه حضورش در دانگ بویو او را در خطر واقعی قرار می‌دهد، بنابراین تصمیم گرفت به جولبون بویو بگریزد. در سال ۳۷ قبل از میلاد، جومونگ گوگوریو، شمالی‌ترین پادشاهی از سه پادشاهی کره را تأسیس کرد. در سال ۱۹ ق. م، گوموا درگذشت و تسو را به تاج و تخت دانگ بویو رساند.

## جنگ با گوگوریو
به عنوان پادشاه، تسو نیروی نظامی کافی برای حمله به گوگوریو جمع‌آوری کرد. با این حال، قبل از حمله، او فرستاده‌ای را نزد یوری پادشاه گوگوریو فرستاد و به او دستور داد یک گروگان سلطنتی را به دانگ بویو بفرستد. گوگوریو دستور منتهی به اولین جنگ گوگوریو-دونگ بویو را که در سال ۶ پس از میلاد اتفاق افتاد را رد کرد. دائه سو مستقیماً یک ارتش ۵۰۰۰۰ نفری را به داخل گوگوریو هدایت کرد، اما زمانی که برف سنگین شروع به باریدن کرد، مجبور به عقب‌نشینی شد پس از این شکست، تسو باید هفت سال صبر می‌کرد تا بتواند آنچه را که از جنگ اول با گوگوریو از دست داده بود، دوباره به دست آورد. در سال ۱۳ بعد از میلاد، تسو یک بار دیگر ارتش خود را به گوگوریو هدایت کرد. این بار، موهیول، ولیعهد گوگوریو، ارتش گوگوریو را در یک کمین برنامه‌ریزی شده رهبری کرد و تقریباً تمام ارتش تسو را سلاخی کرد. فقط تسو و چند نفر از افرادش به دانگ بویو برگشتند.

## مرگ و سرانجام
پس از مرگ یوری پادشاه گوگوریو، ولیعهد موهیول به سلطنت رسید تا به پادشاهی دیموسین تبدیل شود. در سال ۲۱ پس از میلاد، پادشاه موهیول رهبری ارتش را بر عهده گرفت و به بویو شرقی حمله کرد و در نهایت تسو را کشت، اما او بویو شرقی را نابود نکرد. در عوض، در سال ۲۲ پس از میلاد، سومین پسر پادشاه یوری، یوجین، مسئولیت دانگ بویو را بر عهده گرفت، اما قلمرو آن به قلمرو پادشاهی گوگوریو جذب شد.

## در فرهنگ عامه
- توسط کیم سونگ سو در مجموعه تلویزیونی سال ۲۰۰۷–۲۰۰۶ ام‌بی‌سی، جومونگ، به تصویر کشیده شد.
- توسط هان جین هی در مجموعه تلویزیونی سال ۲۰۰۹–۲۰۰۸ کی‌بی‌اس، سرزمین بادها، به تصویر کشیده شد.